# CP-voetbal op de Paralympische Zomerspelen 2012
Op de XIVe Paralympische Zomerspelen die in 2012 in  Londen (Verenigd Koninkrijk) werden gehouden, was CP-voetbal een van de 20 sporten die beoefend werden. De Russische ploeg won de gouden medaille.

## Competitie
Mannen: acht gekwalificeerde landen worden in twee groepen van vier teams gedeeld. 

## Mannen

### Groepsfase

#### Groep A
| Land       | Land       | Uitslag |
| ---------- | ---------- | ------- |
| Rusland    | Argentinië | 8 - 0   |
| Nederland  | Iran       | 1 - 4   |
| Argentinië | Iran       | 1 - 8   |
| Rusland    | Nederland  | 8 - 0   |
| Iran       | Rusland    | 1 - 3   |
| Argentinië | Nederland  | 1 - 4   |

#### Groep B
| Land                | Land                | Uitslag |
| ------------------- | ------------------- | ------- |
| Oekraïne            | Verenigde Staten    | 9 - 0   |
| Verenigd Koninkrijk | Brazilië            | 0 - 3   |
| Verenigde Staten    | Brazilië            | 0 - 8   |
| Oekraïne            | Verenigd Koninkrijk | 7 - 1   |
| Brazilië            | Oekraïne            | 1 - 1   |
| Verenigde Staten    | Verenigd Koninkrijk | 0 - 4   |

### Halve finales
| Land     | Land     | Uitslag |
| -------- | -------- | ------- |
| Rusland  | Brazilië | 3 - 1   |
| Oekraïne | Iran     | 2 - 1'  |

### Bronzen finale
| Land     | Land | Uitslag |
| -------- | ---- | ------- |
| Brazilië | Iran | 0 - 5   |

### Finale
| Land    | Land     | Uitslag |
| ------- | -------- | ------- |
| Rusland | Oekraïne | 1 - 0   |

## Eindrangschikking
| Plaats | Land     |
| ------ | -------- |
| Goud   | Rusland  |
| Zilver | Oekraïne |
| Brons  | Iran     |
| 4      | Brazilië |

## Medaillespiegel
| Plaats | Land     | NPC    | Goud | Zilver | Brons | Totaal |
| 1      | Rusland  | RUS    | 1    | 0      | 0     | 1      |
| 2      | Oekraïne | UKR    | 0    | 1      | 0     | 1      |
| 3      | Iran     | IRI    | 0    | 0      | 1     | 1      |
| Totaal | Totaal   | Totaal | 1    | 1      | 1     | 3      |

Atletiek · Bankdrukken · Basketbal · Blindenvoetbal · Boogschieten · Boccia · CP-voetbal · Goalball · Judo · Paardensport · Roeien · Rugby · Schermen · Schietsport · Tafeltennis · Tennis · Volleybal · Wielersport · Zeilen · Zwemmen
New York & Stoke Mandeville 1984 ·
Seoel 1988 ·
Barcelona 1992 ·
Atlanta 1996 ·
Sydney 2000 ·
Athene 2004 ·
Peking 2008 ·
Londen 2012 ·
Rio de Janeiro 2016